# Mount d'Or
Mount d'Or es una localidad de Trinidad y Tobago, que forma parte de la región de San Juan-Laventille.

## Geografía
La localidad abarca parte de la isla Trinidad y limita al norte con Petit Curucaye y St. Joseph (localidad perteneciente a la región de Tunapuna-Piarco), al sur con Mt. Lambert, al este con Champ Fleurs y al oeste con Mt. Hope.

## Demografía
Datos demográficos de la localidad de Mount d'Or:
| Gráfica de evolución demográfica de Mount d'Or entre 2000 y 2011 |
|                                                                  |